# Chilothorax subpolitus
Chilothorax subpolitus är en skalbaggsart som beskrevs av Victor Ivanovitsch Motschulsky 1860. Chilothorax subpolitus ingår i släktet Chilothorax och familjen Aphodiidae. Inga underarter finns listade i Catalogue of Life.